# Al-Namrood
Al-Namrood (árabe: النمرود) é uma banda saudita cujas músicas resultam de uma mistura de black metal e folk metal. O nome do grupo é uma sátira que remete a "Nemrod", um antigo rei da Babilônia; o grupo faz uso deste nome como uma forma de desafio à religião. Seus membros optam por se manterem anônimos, pois sua identificação poderia levar ao castigo por parte de autoridades sauditas.
As letras da banda abordam diversas temáticas, como a blasfêmia, a sátira, o anarquismo, seus costumes e tradições, entre outros temas.
O Al-Namrood tem lançados numerosos álbuns e singles desde que deram início à sua carreira, em 2008. Também já lançaram videoclipes. Atualmente, a banda tem contrato com a Shaytan Productions, do Canadá.

## Integrantes

### Formação atual
- Humbaba - vocal
- Mephisto - guitarra, baixo, percussão
- Ostron - teclados, percussão.

### Ex-integrantes
- Mukadars - vocal (2008 - 2009)
- Darius - bateria, percussão (2008 - 2009)
- Mudamer - vocal (2011 - 2012)
- Learza - vocal (2012)

## Discografía

### Álbuns de estúdio
- Astfhl Al Thar (2009, استُفحِل الثأر)
- Estorat Taghoot (2010, أُسطورة طاغوت)
- Kitab Al Awthan (2012, كتابُ الأوثان)
- Heen Yadhar Al Ghasq (2014, حينَ يَظهر الغسق)
- Diaji Al Joor (2015, دياجي الجور)
- Enkar (2017, إنكار)
- Ten Years of Resistance (Compilation 2018)

### Singles e EPs
- Atbaa Al-Namrood (2008, أتباع النمرود)
- Jaish Al-Namrood (2013, جيش النمرود)
- Ana Al Tughian (2015, أنا الطُغيان)

### Videos
| Ano  | Single                   | Diretor                       |
| ---- | ------------------------ | ----------------------------- |
| 2014 | Bat Al Tha ar Nar Muheja | Kalen Artinian                |
| 2015 | Hayat Al Khezea          | Uma produção de Legacy Studio |
| 2017 | Nabth                    | SilverFrame Productions       |